# Симфонический оркестр Карельской государственной филармонии
Симфони́ческий оркестр Каре́льской государственной филармонии — российский симфонический оркестр, один из крупнейших оркестров Северо-запада России (Петрозаводск, Республика Карелия).
10 декабря 1933 года постановлением № 1208 Совета Народных Комиссаров Автономной Карельской ССР, при республиканском Комитете по радиофикации и радиовещанию АКССР на основе оркестра комитета, «в целях удовлетворения возрастающих запросов широких масс трудящихся в области художественной культуры» был организован Симфонический оркестр Карельского радио. У истоков создания коллектива стоял композитор и педагог Карл Раутио. Главным дирижёром оркестра, состоявшего из 40 человек, стал Леопольд Теплицкий. В первом концерте прозвучали Четвёртая симфония и «Итальянское каприччио» П. Чайковского.
За время своей истории оркестр неоднократно менял свои названия: Оркестр Радиокомитета, Оркестр Карельской филармонии, Симфонический оркестр Карельского радио и телевидения, Симфонический оркестр Министерства культуры Республики Карелия. В 1997 году оркестр окончательно вошел в состав Карельской государственной филармонии.
В разные годы с оркестром в качестве вторых дирижеров и главных приглашенных дирижеров работали: Константин Симеонов, Лев Косинский, Виталий Катаев, Юрий Аранович, Леонард Холостяков, Владислав Чернушенко, Михаил Измайлов, Игорь Логутов, Аркадий Штейнлухт.
В настоящее время в составе Симфонического оркестра 79 музыкантов, в большинстве своем — выпускники Санкт-Петербургской и Петрозаводской консерваторий.

## Главные дирижёры
- Леопольд Теплицкий (1933—1941), (1946—1952)
- Лев Косинский — (1952—1953)
- Леопольд Теплицкий (1953—1955)
- Юрий Аранович (1955)
- Сергей Трубачёв (1956—1961)
- Александр Дмитриев (1962—1971)
- Фёдор Глущенко (1971—1973)
- Эдвард Чивжель (1973—1991)
- Олег Солдатов (1992—2006)
- Мариус Стравинский (2007—2012)
- Анатолий Рыбалко (2013—)